# Taeniophora trispinosa
Taeniophora trispinosa är en insektsart som beskrevs av Marius Descamps och Christiane Amédégnato 1971. Taeniophora trispinosa ingår i släktet Taeniophora och familjen Romaleidae.

## Underarter
Arten delas in i följande underarter:
- T. t. trispinosa
- T. t. sublaevis